# 퓨리티
퓨리티(영어: Puretty, 일본어: ピュリティ)는 DSP 미디어 소속 대한민국의 5인조 걸 그룹이다. 그룹명은 영어의 "pure"와 "pretty"의 혼성어이다. 2012년 일본에서 데뷔하였으며, 대한민국에서도 데뷔할 예정이었으나, 2014년 5월 17일 공식 팬카페에서 공식해체를 선언하였다.

## 역사
2012년 1월, DSP 미디어는 카라와 레인보우를 이은 새 그룹을 발표하였다. 그룹의 이름은 일시적으로 DSP 걸즈라고 불렸으며, 애니메이션 《프리티 리듬 디어 마이 퓨처》에서 대한민국과 일본 두개국에서 동시 데뷔할 계획을 공개하였다.
퓨리티는 데뷔 싱글 Cheki☆Love을 발표하였으며, 6월 15일 도쿄 토이 쇼에서 정식으로 첫 공연을 하였다. 이 싱글은 《프리티 리듬 디어 마이 퓨처》의 주제곡이기도 하다. 8월 9일, 퓨리티는 시부야의 AX-홀에서 열린 A-nation 콘서트에서도 공연을 하였다. 2014년 5월 17일, 팬카페를 통해 공식해체 선언하였다.
해체 후 리더 혜인은 스타하우스 엔터테인먼트로 이적해 배우로 활동 중이다. 소민, 시윤, 채경은 카라의 추가 멤버를 선발하는 사내 오디션 카라 프로젝트: 카라 더 비기닝에 참가했다. 이 활동을 계기로 소민은 2015년 6인조 걸그룹 에이프릴 멤버로 활동했지만 데뷔 3개월 만에 진로 문제를 이유로 탈퇴하고 이후 4인조 혼성그룹 K.A.R.D의 멤버로 다시 데뷔했다. 시윤은 드라마 선암여고 탐정단에서 오해니 역을 맡았다. 채경과 시윤은 걸그룹 프로젝트 'PRODUCE 101'에 참가했으며, 시윤은 41등으로 하차 하였고 채경은 16등으로 방출 되었다. 이 중 채경을 포함한 탈락자 5명의 조합이 인터넷 상에서 많은 지지를 받았고 가상 걸그룹을 만들며 응원하였는데 로엔엔터테인먼트가 이들 조합으로 프로젝트 걸그룹 아이비아이를 제작하였다. 채경은 아이비아이로 활동한 이후 에이프릴의 새로운 멤버로 합류했다.

## 이전 구성원
| 이름   | 소개 |
| ------ | --- |
| 유혜인 | - 생년월일 : 1994년 6월 15일(30세) - 출생지 : 대한민국 전라북도 익산시 - 포지션 : 리더                                                                            |
| 조시윤 | - 생년월일 : 1996년 2월 21일(29세) - 출생지 :대한민국 - 특이사항: 프로듀스 101, 카라 프로젝트 등 - 학력 : 경기여자고등학교 (졸업) - 포지션 : 메인래퍼             |
| 윤채경 | - 생년월일 : 1996년 7월 7일(28세) - 출생지 : 대한민국 인천광역시 - 특이사항: 현 에이프릴 멤버 - 학력 : 성신여자대학교 미디어영상연기학과 - 포지션 : 리드보컬      |
| 전소민 | - 생년월일 : 1996년 8월 22일(28세) - 출생지 : 대한민국 서울특별시 - 특이사항: 현 카드, 전 에이프릴 멤버 - 학력 : 서경대학교 실용음악과 (휴학) - 포지션 : 메인보컬 |
| 전재은 | - 생년월일 : 1998년 2월 24일(27세) - 포지션 : 막내 |

## 음반 목록

### 일본
- 체키☆러브 (2012)
- 슈와슈와BABY (2013)